# Muse (Mjanma)
Muse – miasto w Mjanmie, w stanie Szan. Według danych na rok 2014 liczyło 74 313 mieszkańców.